# Zwischen Tüll und Tränen
Zwischen Tüll und Tränen ist eine Doku-Soap des deutschen Privatsenders VOX. Der Sendeplatz des Formates ist Montag bis Freitag von 17 bis 18 Uhr. Samstags werden Wiederholungen von Sendungen der zurückliegenden Woche gesendet. Die erstmalige Ausstrahlung war am 22. Februar 2016. Jede Episode ist 60 min lang und mit einer Zusammenfassung des Geschehens betitelt.
Thema der Sendung ist die Auswahl, Anprobe und der Kauf von Brautkleidern. Pro Sendung wird hierzu eine Braut mit einem Kamera-Team begleitet. Zusätzlich wird darüber berichtet, wie sie ihren Bräutigam kennenlernte und wie sie die Verlobung erlebt hat. Die Frauen werden (vielfach unterstützt durch Mutter, Schwester, Freundin etc.) zu Brautmoden-Händlern begleitet, deren Beratung-Gespräche wichtiger Teil der Sendung darstellen. Der Höhepunkt dieses Entscheidungs-Prozesses ist jeweils die finale Frage des Beraters/der Beraterin „Ist dies dein Kleid?“.
Sie ist eine der erfolgreichsten Sendungen des Senders. Die Sendung erreichte Anfang März 2017 ungefähr 1,2 Mio. Zuschauer und 13,7 % Marktanteil bei den 14- bis 49-Jährigen, der sogenannten Werberelevanten Zielgruppe. Im September 2020 wurden 0,74 Mio. Zuschauer und 10,3 % Marktanteil bei den 14- bis 49-Jährigen, der sogenannten Werberelevanten Zielgruppe erreicht.
An der Sendung sind zahlreiche Brautmodenausstatter aus ganz Deutschland beteiligt.
Seit 2022 läuft der Ableger Das Duell – Zwischen Tüll und Tränen. Darin treten Brautmodenaustatter gegeneinander an im Versuch, der Braut zum idealen Hochzeitskleid zu verhelfen.